# 陳森
陳森（8月28日—），香港商業電台資深播音員，1962年加入商台。早年曾兼任商台新聞報道員，後來開始參演廣播劇，代表作包括《天羅地網》和《我的遭遇》等。2015年退休前，主力在廣播劇《18樓C座》中飾演胡百通（鬍鬚仔），口頭禪為國語腔「沒問題！」。
另一個鮮為人知的軼聞，是在1980年代時期，陳森亦有為商業電台新聞部作報導員，於逢星期六早上時段的新聞報導中報新聞。

## 外部連結
- 陳森在881903.com的主持簡介 （页面存档备份，存于）